# Еспумілья

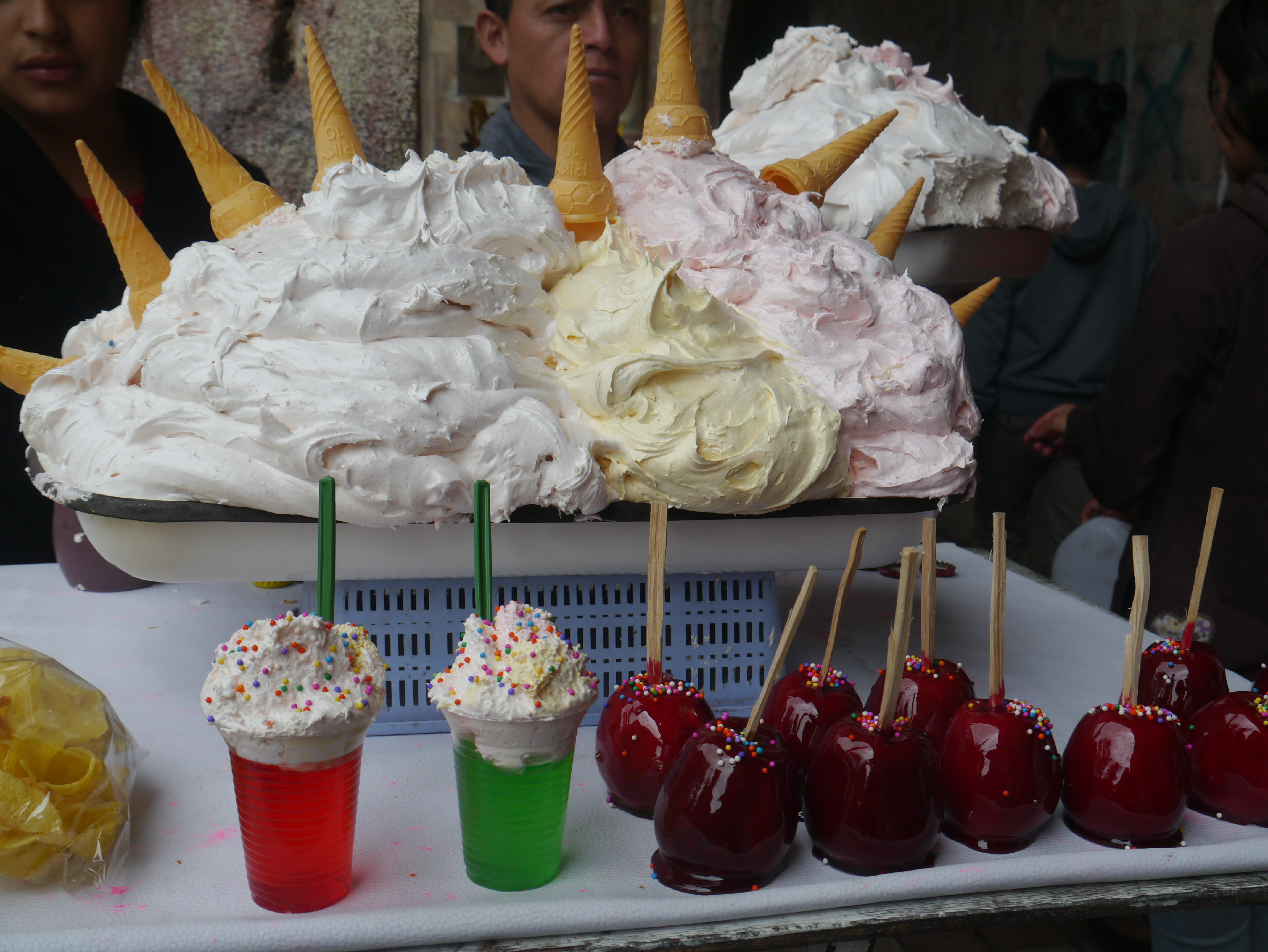
Еспумілья на вуличному прилавку

Еспумілья — це традиційний еквадорський десерт у вигляді безе, який популярний як вулична їжа . Слово «espumilla» в перекладі з іспанської означає «піна» . Існує підтвердження появи страви у Еквадорі у 1907 році .  Еспумілья готують з яєчних білків, цукру та фруктів, часто використовують гуаяву . Еспумілья нагадує морозиво і часто продається в креманках або у вафельних стаканчиках.
Спочатку Еспумілья продавалась у центрі Кіто, тепер вона продається по всьому Еквадору на вулицях, у школах та фруктових ринках. Еспумілья може відрізнятися за смаком, іноді вона поливається ожиновим сиропом. В Еквадорі  еспумілью частіше роблять з гуаявою та ожиною, але є рецепти з бананом, полуницею та наранхілою.  Десерт Еспумілья є частиною еквадорської кухні і популярний серед місцевих жителів і туристів.
Еспумілья також готується у Венесуелі, Гватемалі та Нікарагуа.